# Mauricio Mayorga Zamora
Mauricio Mayorga Zamora (Bogotá, 24 de septiembre de 1955) es un ingeniero industrial, gestor cultural, artista plástico figurativo y conceptual. El tema de la paz, la contaminación del mar, las basuras y el reciclaje son eje central de su obra.

## Trayectoria
Terminó en 1978 estudios de ingeniería industrial en la Universidad Autónoma Latinoamericana en la ciudad de Medellín, en la década de los ochenta se vinculó a diferentes empresas como asesor en juntas directivas de reconocidas empresas privadas y públicas en el desarrollo de proyectos estratégicos.  Luego de un viaje de trabajo a Estados Unidos abandonó en 1992 la profesión de ingeniero industrial para dedicarse desde el año 2000 de tiempo completo y de forma autodidacta al arte. A partir de 2001 presenta en seis países la exposición "El sentido del mar", en 2006 realiza una muestra itinerante por Colombia bajo el título “Mural desde el arte por la paz”, en 2007 expone en el museo Nacional.  En 2007 lidera “La paz es el Camino Colombia”, un proyecto que enfatiza en la educación de niños y logra llegar a 45 países con la alianza estratégica de organismos internacionales culturales como Arte Sin Fronteras por la Paz, Organización mundial de artistas integrados, Asociación cultural aires de córdoba, entre otras.
En 2010 inició el Proyecto Basura Limpia y participa en diversas actividades de carácter cultural y participó con sus trabajos en países como Italia, Puerto Rico, Venezuela, Santo Domingo, España, Trinidad y Tobago, Chile, Estados Unidos entre otros.
En 2011 viajó a Nueva York como invitado especial al congreso sobre Día Mundial de los Océanos actividad organizada por la UNESCO de Naciones Unidas.

## Obra
La preocupación por la creciente contaminación a nivel mundial, en especial de los mares lo lleva a la realización de obras conceptuales a través de performance, happening, instalaciones y obras bidimensionales buscando en el espectador concientización y reflexión de la problemática. Entre los objetivos de la obra de Mayorga Zamora esta trabajar por la paz, convertir la basura en arte, des-contaminación de los mares, llegar con su mensaje artístico y conceptual especialmente a población infantil como mecanismo para educar y buscar compromiso de conservación ambiental.

## Alianzas
Durante su carrera como artista, Mayorga ha realizado diversas alianzas estratégicas con el objetivo de fortalecer la paz, la des-contaminación del planeta y la unión de los pueblos en torno al arte, cultura y educación fundamental en la población infantil y juvenil. Entre esas uniones destaca la realizada en 2017 con Arte sin fronteras por la Paz, colectivo de artistas con el que se han realizado 2 festivales internacionales, Art4you Gallery de Dubái; VR Museo Cambassde de Nueva York; Organización Mundial de Artistas Integrados OMAI con sede en México; Premio Nevado Solidario de Argentina; proyecto educativo y cultural La Locura del Plástico del Centro de la Cultura Bauprés de Mazatlán México dirigido por las artistas Glen Rogers de Estados Unidos y Dory Delgado de Colombia; Club Rotario Internacional; Organización cultural América Latina con sede en Brasil dirigido por Antonio Maques, y Bogocine de Henry Laguado en Colombia, el Museo del Traje en Bogotá, Alianza Francesa, The City University of New York, entre otros proyectos.

## Exposiciones
Ha expuesto alrededor de 200 ocasiones en diferentes lugares del mundo destacando siempre temas medioambientales y de paz, haciendo énfasis en promover mensajes críticos y reflexivos. Algunas de estas muestras:
2022 - "Paz y Medio Ambiente", City University of New York, Estados Unidos.
2022 - "El árbol de los deseos", Santuario museo San Pedro Claver, Alianza Francesa ciudad de Cartagena de indias, Colombia.
2022 - "Cultura e identidad", Biblioteca Departamental Olegario Rivera, Nieva - Huila, Colombia.
2022 - "Medio ambiente y violencia", USCO, Neiva - Colombia.
2022 - "Medio ambiente", Biblioteca de la Universidad Cooperativa de Colombia, Neiva – Huila, Colombia.
2022 - "Violencia, paz y medio ambiente", Universidad Navarra, homenaje Ángel María Fernández, realizada en la ciudad de Neiva - Huila, Colombia.
2021 - "Tierra de promisión", Homenaje a José Eustasio Rivera, Casa del Huila, Bogotá D.C. - Colombia.
2020 - "Paz sostenible", Casa Museo Simankongo, San Basilio de Palenque, Bolívar, Colombia.  
2020 - "La Isla de Plástico", muestra presentada en diversas ciudades colombianas
2019 -  "Segundo festival internacional de arte sin fronteras por la Paz", Pitalito Colombia.
2019 - "Congreso internacional sobre la gestión y utilización de residuos", en Bogotá - Colombia.
2018 - Instalación "El árbol de los deseos", Museo Nacional de Colombia en Bogotá - Colombia.
2018 - "Paz sostenible", Feria Internacional del Libro, Bogotá Colombia.
2018 - "Celebración día mundial de los océanos", Sala de exposiciones Cafam, Bogotá, Colombia.
2017 - "Festival internacional de arte sin fronteras por la Paz", MACH, Neiva, Colombia.
2017 - "Playas y Bordes", Universidad Javeriana, Bogotá Colombia.
2016 - "Festival 6 Continentes", Salón de exposiciones Casa La Taza de Té, Bogotá Colombia.
2016 - "El sentido del mar", instalación presentada en el Edificio del Ministerio del Trabajo, ciudad de Bogotá - Colombia.
2016 - "El sentido del mar", "El sentido del mar", Centro Colombo Americano, Manizales – Caldas, Colombia.
2016 - "El sentido del mar", Centro Colombo Americano, Bogotá, Colombia.
2016 - "Nuevos comienzos", centro cultural y museo Pedro Aguirre Cerda, Pocuro, Provincia de Los Andes, Chile.
2015 - "Pequeño formato", Galería La escalera, Bogotá, Colombia.
2015 - "Día Mundial de los Océanos", instalación presentada en Maloka Museo Interactivo, Comisión Colombiana de los Océanos  - Unesco, Bogotá - Colombia. 
2015 - Celebración Día Mundial de los Océanos, presentada en el Museo de los niños, con el apoyo de la Unesco, Bogotá, Colombia.
2015 - "El sentido del mar", Centro Cultural Reyes Católicos, de la Embajada de España,  Bogotá -  Colombia.
2013 - "El sentido del mar", Centro Cultural Británico, Distrito San Juan de Lurigancho, Lima –Perú.  
2012 - "El sentido del mar", La otra feria, Bucaramanga, Colombia.
2012 - "El sentido del mar", Galería internacional de artes Visuales, Rotterdam - Holland.
2012 - "El sentido del mar", Alianza Francesa ciudad de Santa Marta, Colombia.
2012 - "El sentido del mar", sala de exposiciones Casa de la cultura, Tenamaxtlan, Región Sierra de Amula - Jalisco, México.
2012 - "El sentido del mar", Museo Galería Atengo, municipio de Atengo en el estado de Jalisco - México. 
2011 - "El sentido del mar", La Casa de la Cultura, Unión de Tula, Estado de Jalisco - México.
2010 - "El sentido del mar", Galería de la Aduana, Santa Marta - Colombia.
2010 - "El sentido del mar", Salón de arte presentado en Club Regatas, ciudad de Lima – Perú.
2008 - "El sentido del mar", Art and Mission Theater, ciudad de Binghamton, New York, Estados Unidos.
2006 - "Mar Adentro", Museo Tambo Quirquincho, ciudad La Paz - Bolivia. 
2004 - "El sentido del mar", Art Center Museum –ADSO- Fort Walton Beach, Florida, Estados Unidos. 
2003 - "El sentido del mar", Teatro Guillermo Valencia, ciudad de Popayán – Cauca, Colombia. 
2003 - "Sentido del mar", Consulado de Miami, Florida – Estados Unidos.
2003 - "Sentido del mar", Salón de exposiciones en la Escuela de Artes, Viejo San Juan - Puerto Rico.

## Logros
Durante dos décadas ha sido partícipe y fundador de proyectos que buscan el fortalecimiento de la paz, la des-contaminación ambiental y otros temas sensibles e importantes para la humanidad, labor traducida en diversos logros:
2007 - Mención de Honor, ConectARTE, Córdoba - España.
2017 - Homenaje, Organización Mundial de Artistas Integrados, Bogotá - Colombia.
2017 - Homenaje, Festival arte sin fronteras por la Paz, Museo de arte contemporáneo del Huila, Neiva - Colombia.
2018 - Nevado Solidario Premio, Bogotá - Argentina.
2018 - Reconocimiento Honor y Mérito, entregado por la Gobernación de Sucre - Colombia.
2018 - Gestor Social en desarrollo de proyectos de alto impacto en América Latina. Funculatino - Venezuela.
2019 - Placa en homenaje, Conciencia Marítima, Comisión Colombiana del Océano CCO. Colombia. 
2019 - Homenaje, Centro cultural Héctor Polania, Pitalito, Colombia.
2019 - Miembro Ad honorem de la Organización Mundial de Artistas Integrados, CDMX - México.
2019 - Reconocimiento, Alcaldía Pitalito - Colombia.
2019 - Autorizado como portavoz aliado sobre el bienestar de los mares para el Centro de Información de Naciones Unidas Bogotá- CINU, Bogotá - Colombia.
2023 - Recibe la "Gran Cruz Orden al Mérito Ambiental Barón Alexander Von Humboldt", Bogotá - Colombia.